# Gustave Maroteau
Gustave Louis Maroteau (Chartres, 28 luglio 1849 – Nuova Caledonia, 18 marzo 1875) è stato un giornalista francese.
Fu una personalità della Comune di Parigi.

## Biografia
Subito dopo aver finito gli studi al liceo Louis-le-Grand di Chartres, stabilì di guadagnarsi da vivere con il giornalismo. Si stabilì a Parigi e, già seriamente malato di tisi, collaborò a La Rue e nel 1870 lanciò un suo giornale, Le Faubourg. Per i suoi articoli, l'11 marzo fu condannato a otto mesi di carcere per «offese all'Imperatore e all'Imperatrice», ma fuggì in Belgio, da dove fu espulso, e di qui passò nei Paesi Bassi e nel Regno Unito.
Tornato a Parigi in settembre, con l'instaurazione della Repubblica, a novembre fondò Le Drapeau rouge dove scrisse che era tempo che «l'esercito degli affamati» si mostrasse. Invocò la rivoluzione sociale anche nel suo nuovo giornale La Montagne e poi nel Salut public. Appoggiò la Comune e alla sua caduta fu arrestato dai versagliesi.
Il 2 ottobre 1871 il III Consiglio di guerra lo condannò a morte unicamente a causa dei suoi articoli, una sentenza che suscitò indignazione poiché nel diritto il delitto d'opinione era escluso dalla massima pena dal giugno del 1848. Intervenne a suo favore anche Victor Hugo e il 12 gennaio 1872 la pena fu commutata nei lavori forzati a vita, da scontare in Nuova Caledonia.
Nelle sue condizioni di salute, la nuova pena avrebbe ritardato soltanto di poco la morte. Morì il 18 marzo 1875, quarto anniversario della nascita della Comune.